# Zehnthofstraße 26–32 (Düren)

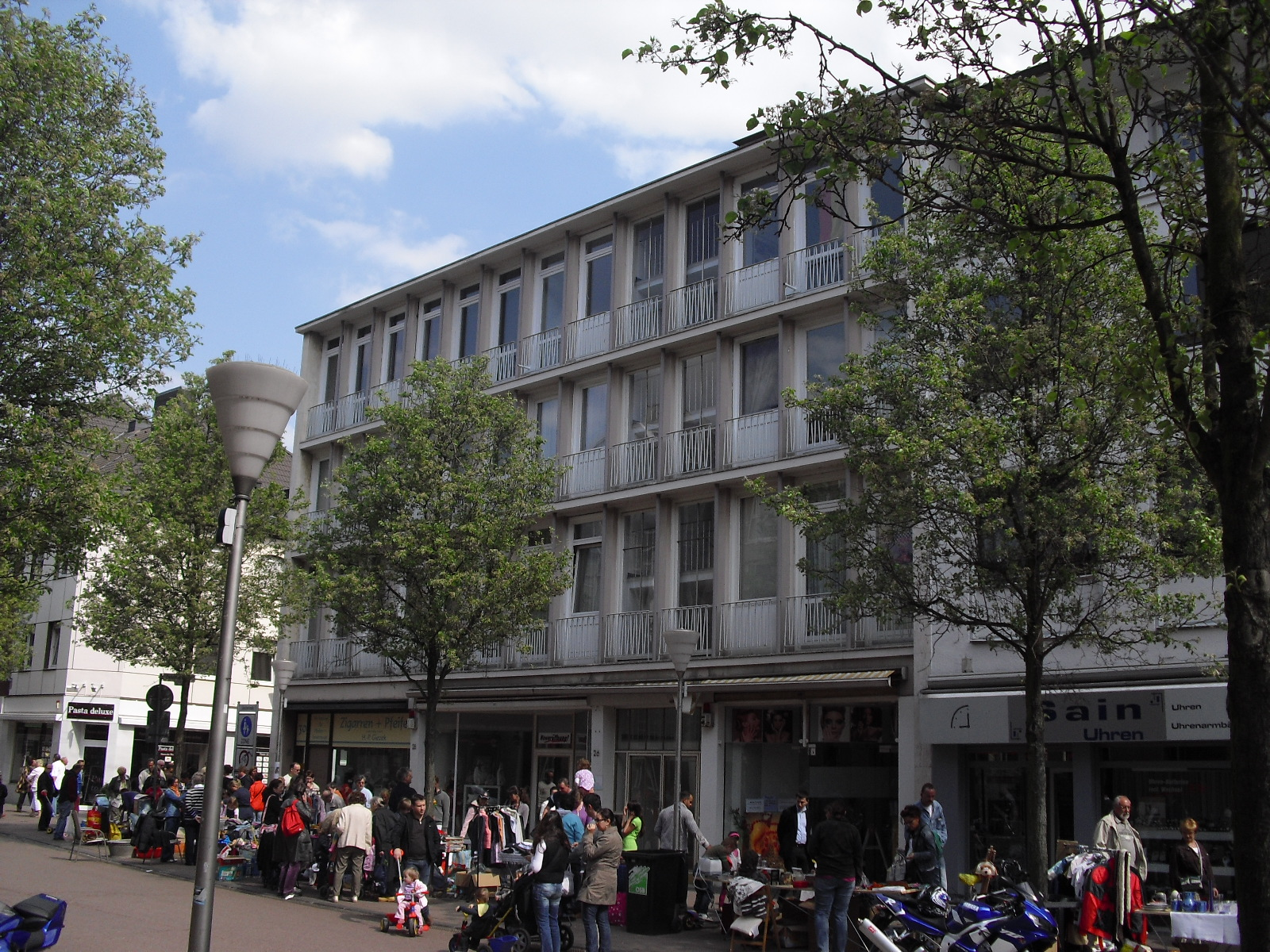
Das Gebäude

Das Haus Zehnthofstraße 26–32 befindet sich in Düren in Nordrhein-Westfalen. 
Das Wohn- und Geschäftshaus steht in der Innenstadt an der Einmündung der Kleinen Zehnhofstraße in die Zehnthofstraße. 
Das Eckhaus wurde 1957/58 durch den Architekten Willi Alfen erbaut. Es hat vier Geschosse mit einer Rasterfassade. In den Obergeschossen sind schlanke Rundeisenstützen den Fenstersäulen vorgelagert. Die Seitenfront hat ein natursteinverkleidetes Kopfteil. Auf dem Haus befindet sich ein Walmdach. Die Geschäfte im Erdgeschoss befinden sich teilweise noch im Originalzustand.
An dieser Stelle stand früher das Annuntiatenkloster Düren.
Das Bauwerk ist unter Nr. 1/114 in die Denkmalliste der Stadt Düren eingetragen.